# 열여덟의 순간
《열여덟의 순간》은 2019년 7월 22일부터 2019년 9월 10일까지 방송된 JTBC 월화 드라마이다.

## 줄거리
위태롭고 미숙한 ‘Pre-청춘’들의 세상을 있는 그대로 들여다보는 감성 청춘 드라마.

## 등장 인물

### 주요 인물
- 옹성우 : 최준우 역 (아역 : 곽수현, 정현준)
- 김향기 : 유수빈 역 - 2학년 3반 학습부장
- 신승호 : 마휘영 역 (아역 : 이시우) - 2학년 3반 반장
- 강기영 : 오한결 역 - 2학년 3반 담임

### 천봉고 남학생들
- 이승민 : 이기태 역
- 김도완 : 조상훈 역 - 2학년 1반 학생
- 문빈 : 정오제 역
- 유인수 : 유필상 역
- 백재우 : 고동 역
- 우준서 : 박규남 역
- 신기준 : 하심복 역

### 천봉고 여학생들
- 김가희 : 문찬열 역
- 문주연 : 윤소예 역
- 김보윤 : 권다흰 역
- 한성민 : 황로미 역

### 학부모들
- 심이영 : 이연우 역 - 준우의 어머니
- 최재웅 : 최명준 역 - 준우의 아버지
- 김선영 : 윤송희 역 - 수빈의 어머니
- 이해영 : 유종수 역 - 수빈의 아버지
- 정영주 : 박금자 역 - 휘영의 어머니
- 성기윤 : 마윤기 역 - 휘영의 아버지

### 그 외 인물
- 박성근 : 이관용 역 - 천봉고 교감
- 허영지 : 김지민 역 - 한결의 여자친구
- 최우성 : 임건혁 역 - 병문고 일진
- 최대훈 : 손재영 역 - 휘영의 학원선생님
- 손경원 : 로미의 아버지 역
- 이승일 : 주현장 역
- 리민
- 민정섭
- 마솔
- 최유송
- 전현숙
- 정진서 : 다흰의 친구 역
- 이화정 : 수빈의 엄마가 고용한 보디가드
- 조재현 : 남학생 역

### 특별출연
- 송건희 : 신정후 역 (아역 : 김지우) - 준우의 절친

## 촬영지
- 환일고등학교 - 천동고등학교
- 적성분식
- 마틀리
- 반포대교

## 시청률
최저 시청률과 최고 시청률은 시청률 조사회사와 지역별로 시청률에 차이가 있을 수 있습니다.
| 2019년      | 2019년      | 2019년                          | 2019년         | 2019년       | 2019년 |
| 회차        | 방송일      | 회차 제목                       | AGB 시청률     | AGB 시청률   |        |
| 회차        | 방송일      | 회차 제목                       | 대한민국(전국) | 서울(수도권) |        |
| ----------- | ----------- | ------------------------------- | -------------- | ------------ | ------ |
| 제1회       | 7월 22일    | 이름없는 아이, 최준우           | 3.009%         | 3.692%       |        |
| 제2회       | 7월 23일    | 도망가고 싶은 순간              | 2.354%         | 2.779%       |        |
| 제3회       | 7월 29일    | 속상한 날은 꼭 비가 내린다      | 3.169%         | 3.747%       |        |
| 제4회       | 7월 30일    | 기쁨과 슬픔은 한 순간           | 3.393%         | 4.466%       |        |
| 제5회       | 8월 5일     | 길고 슬픈 그날 밤이 지나면      | 3.341%         | 3.710%       |        |
| 제6회       | 8월 6일     | 액션과 리액션의 타이밍          | 3.512%         | 4.260%       |        |
| 제7회       | 8월 12일    | 로미오와 줄리엣                 | 3.150%         | 3.545%       |        |
| 제8회       | 8월 13일    | 첫 사랑의 순간                  | 3.560%         | 4.217%       |        |
| 제9회       | 8월 19일    | 미안해                          | 3.322%         | 3.927%       |        |
| 제10회      | 8월 20일    | 다시 못 올 그날 밤              | 3.416%         | 4.031%       |        |
| 제11회      | 8월 26일    | 너로 인해 알게 된 감정들        | 3.766%         | 5.010%       |        |
| 제12회      | 8월 27일    | 어른보다 더 어른다운 열여덟     | 3.508%         | 4.299%       |        |
| 제13회      | 9월 2일     | 계속 좋아해야지 그래도          | 3.498%         | 4.247%       |        |
| 제14회      | 9월 3일     | Happy Birthday To You           | 3.808%         | 5.019%       |        |
| 제15회      | 9월 9일     | 상처를 안아주는 방법            | 3.740%         | 4.585%       |        |
| 제16회      | 9월 10일    | 지금의 헤어짐이 영원하지 않음을 | 3.882%         | 4.865%       |        |
| 평균 시청률 | 평균 시청률 | 평균 시청률                     | 3.402%         | 4.150%       |        |

## 수상
- 2019년 제12회 코리아 드라마 어워즈 남자 우수연기상 강기영
- 2019년 제12회 코리아 드라마 어워즈 남자 신인상/한류 스타상 옹성우

## 참고 사항
- 이 화면은 레터박스로 구성되었다.

## 동시간대 드라마
- tvN 월화 드라마

《60일, 지정생존자》 (2019년 7월 1일 ~ 2019년 8월 20일)
《위대한 쇼》 (2019년 8월 26일 ~ 2019년 10월 15일)

## 같이 보기
- 대한민국의 텔레비전 드라마 목록 (ㅇ)
- 2019년 대한민국의 텔레비전 드라마 목록